# Hoàng Văn Thụ, quận Hoàng Mai
Hoàng Văn Thụ là một phường thuộc quận Hoàng Mai, thành phố Hà Nội, Việt Nam. 

## Địa lý
Địa giới hành chính phường Hoàng Văn Thụ:
- Phía đông giáp phường Vĩnh Hưng, đông bắc giáp phường Mai Động
- Phía tây giáp phường Tương Mai
- Phía nam giáp các phường Thịnh Liệt và Yên Sở.
- Phía bắc giáp quận Hai Bà Trưng.

Phường Hoàng Văn Thụ có diện tích 1,70 km², dân số năm 2021 là 43.189 người, mật độ dân số đạt 25.405 người/km².

## Lịch sử
Trước đây, Hoàng Văn Thụ là một xã thuộc huyện Thanh Trì.
Ngày 26 tháng 10 năm 1990, xã Hoàng Văn Thụ được chuyển về quận Hai Bà Trưng quản lý và được chuyển thành phường Hoàng Văn Thụ.
Ngày 6 tháng 11 năm 2003, phường Hoàng Văn Thụ chuyển sang trực thuộc quận Hoàng Mai mới thành lập.